# LG Optimus L9 II
Lg Optimus L9 II è uno smartphone di fascia media. È il dispositivo successore di LG Optimus L9. È commercializzato in Europa a partire da novembre 2013 e fa parte della seconda generazione della gamma L Series di LG, insieme ad L1 II, L3 II, L4 II, L5 II, L7 II. Tutti gli smartphone della gamma L Series II eseguono nativamente Android 4.1.2 Jelly Bean. 
Lg Optimus L9 II dispone di un display HD da 720x1280 pixel e 4,7 pollici con tecnologia IPS, di un processore da 1.4 Ghz Dual Core e di fotocamera da 8 megapixel con flash LED + fotocamera anteriore da 2 mpx. La memoria interna è di 8GB (espandibile tramite schede microSD fino a 32GB), mentre la RAM è pari ad 1GB. Inoltre è dotato di tecnologia NFC, Bluetooth 4.0 e WiFi. A differenza degli altri modelli della gamma L Series II (ad eccezione di L1 II ed L4 II) i tasti funzione touch sono privi di retroilluminazione e sempre a differenza degli altri (escluso L1 II) non è presente alcun LED di notifica. Con l'aggiornamento alla versione di Android Kitkat 4.4.2 dispone della funzione Knock On.